# Apaches des Plaines
Cet article concerne le peuple amérindien. Pour la langue, voir Apache des Plaines.
Les Apaches des Plaines, également appelés Kiowa-Apaches, sont un petit groupe d'Amérindiens qui vivaient à l'origine dans le Sud des Grandes Plaines d'Amérique du Nord, en étroite relation avec les Kiowas dont ils partageaient le mode de vie. Les Apaches des Plaines parlaient une langue athapascane, l'apache des Plaines, aujourd'hui en voie de disparition.